# 奥伯盖尔巴赫
奥伯盖尔巴赫（法語：Obergailbach，法語發音：[obəʁɡailbax]；洛林法兰克语：Owergailbach）是法国摩泽尔省的一个市镇，属于萨尔格米讷区。

## 地理
奥伯盖尔巴赫（49°7'5"N, 7°13'4"E）面积8.99 平方千米，位于法国大東部大區摩泽尔省，该省份为法国东北部内陆省份，是洛林的一部分，西南接默尔特-摩泽尔省，东临下莱茵省，北与卢森堡和德国接壤。
与奥伯盖尔巴赫接壤的市镇（或旧市镇、城区）包括：布利斯布吕克、埃尔尚、大雷代尔尚、里姆兰。
奥伯盖尔巴赫的时区为UTC+01:00、UTC+02:00（夏令时）。

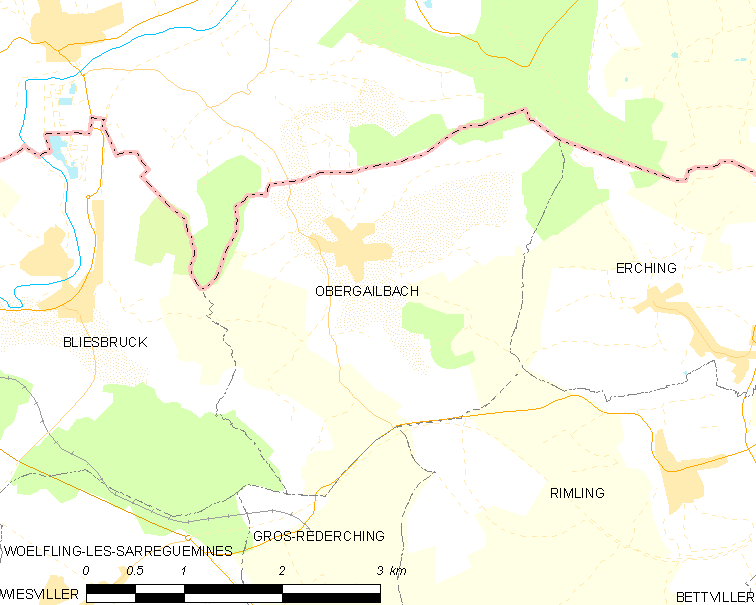
奥伯盖尔巴赫的OSM定位图

## 行政
奥伯盖尔巴赫的邮政编码为57720，INSEE市镇编码为57517。

## 政治
奥伯盖尔巴赫所属的省级选区为比奇县。

## 人口

1962-2008年间奥伯盖尔巴赫人口变化图示

奥伯盖尔巴赫于2022年1月1日时的人口数量为270人。